# روبرت لونجو
روبرت لونجو (بالإنجليزية: Robert Longo)‏ هو رسام ومخرج أمريكي، ولد في 7 يناير 1953 في بروكلين في الولايات المتحدة.

## وصلات خارجية
- الموقع الرسمي
- روبرت لونجو على موقع IMDb (الإنجليزية)
- روبرت لونجو على موقع روتن توميتوز (الإنجليزية)
- روبرت لونجو على موقع مونزينجر (الألمانية)
- روبرت لونجو على موقع ألو سيني (الفرنسية)
- روبرت لونجو على موقع ميوزك برينز (الإنجليزية)
- روبرت لونجو على موقع أول موفي (الإنجليزية)
- روبرت لونجو على موقع أول موفي (الإنجليزية)
- روبرت لونجو على موقع قاعدة بيانات الأفلام السويدية (السويدية)
- روبرت لونجو على موقع ديسكوغز (الإنجليزية)
- روبرت لونجو على موقع قاعدة بيانات الفيلم (الإنجليزية)